# Arranquemos del Invierno
Arranquemos del invierno es un proyecto solista de Pablo Álvarez, vocalista y guitarrista de la banda Niño Cohete. El sonido está caracterizado por tener melodías simples y cálidas.

## Historia

### Ancestros
El disco Ancestros se grabó durante un viaje de 3 meses recorriendo todo Chile, viaje que tendrá un documental relatando la experiencia de grabar al aire libre. La producción fue financiada por medio de los fondos cultura 2013. El sencillo Tu en las montañas y yo en el mar tuvo la colaboración del compositor Fernando Milagros y el video fue grabado en la localidad de Antuco en la Región del Bío-Bío. Para la película La memoria del agua del año 2015 se usó la canción Tu en las montañas y yo en el mar en el soundtrack oficial, a la cual se le hizo un videoclip promocional.

## Discografía
- 2012: Arranquemos del Invierno (EP)
- 2014: Ancestros
- 2018: Sol de los Andes (EP)